# Py Bäckman
Py Marie Elisabet Ulrika Bäckman Wennborn, ursprungligen Marie Elisabet Ulrika Bäckman, född 5 juli 1948 i Solna församling, Stockholms län, är en svensk låtskrivare och sångerska inom såväl pop, rock och psalm som musikaler och film. Hon spelar även piano och munspel.

## Karriär
Bäckman är född på Karlbergs slott i Solna men uppvuxen i Iggesund i Hälsingland. Hon började sin karriär redan som nioåring då hon blev upptäckt av ett turnerande radioprogram hon fick sjunga i. Efter det blev hon uppringd av Lennart Hyland och fick komma till Stockholm där hon gjorde sin TV-debut i programmet Stora famnen 1957. Efter det TV-framträdandet turnerade hon och sjöng visor i olika folkparker. I tonåren tyckte hon att det var tramsigt med visor och började istället med rockmusik.
År 1963 -1964 gick hon Borgarskolans dramatiska linje i Stockholm under ledning av Calle Flygare och Gösta Terserus.
1973 började Bäckman turnera med rockbandet NQB. Under senare delen av 1970- och 1980-talet samarbetade hon med dåvarande sambon Dan Hylander. Paret delade på kompbandet Raj Montana Band med vilka hon fick ett genombrott genom albumet Sista föreställningen. Efter splittringen 1988 fortsatte hon som soloartist. I solokarriären har hon bland annat arbetat med producenter som Clarence Öfwerman (tidigare medlem i Raj Montana Band) och Mats Wester samt Micke Wennborn, som hon även varit gift med.
Förutom solokarriären har Bäckman även varit verksam som låtskrivare och har som sådan samarbetat med ett flertal artister. Hon skrev Stad i ljus som Tommy Körberg vann svenska Melodifestivalen 1988 med, och som sedan 2006 även är en psalm.
1993 började samarbetet med Mats Wester där gruppen Nordman skapades och Bäckman var med från början som textskrivare fram till 1998 då gruppen splittrades. Vid Nordmans återförening 2005 tackade hon dock nej till fortsatt samarbete och ersattes av Dan Attlerud. 2010 är hon åter i samarbete med Nordman på deras nya skiva "Korsväg".
1997 ställde folkrockgruppen Garmarna upp i Melodifestivalen med en låt signerad Nordmans låtskrivarduo, Mats Wester (musik) och Py Bäckman (text).
Bäckman har skrivit texterna till den populära Gabriellas sång, med musik av Stefan Nilsson, i Kay Pollaks film Så som i himmelen (2004), samt till Koppången tonsatt av Per-Erik Moraeus. Hon har även översatt musikaler som Chicago, Evita, och Garbo The Musical. 
2004 skrev Bäckman nya psalmer, ett tillägg till svenska Psalmboken på uppdrag av Svenska Kyrkan och förlaget Verbum.
Py Bäckman skrev musiken till TV-serien För alla åldrar som sändes första gången under hösten 2009. I ett av avsnitten medverkade Bäckman som skådespelare i rollen som "Mormor".
Hon deltog i Melodifestivalen 2010 med bidraget "Magisk stjärna", skrivet tillsammans med Micke Wennborn. Hon framförde själv låten i deltävling 4, där hon hamnade på åttonde och sista plats.
Nämnas kan också hennes medverkan på ANC-galan på Scandinavium samt en Sverige- och Finlandsturné med jazzlegenden Jukka Tolonen.

## Familj
Py Bäckman är mor till dockmakaren Helena Äwe Bäckman.

## Diskografi

### Studioalbum
- 1979 – Let it Ride
- 1980 – Hard Wind Blows
- 1983 – Sista föreställningen (med Raj Montana Band)
- 1984 – Kvinna från Tellus (med Raj Montana Band)
- 1986 – Narrarna dansar
- 1988 – Natt 1001
- 1991 – I rosornas tid
- 2006 – När mörkret faller
- 2010 – P20Y10

### Livealbum
- 1982 – Belle De Jour (med Raj Montana Band)
- 1984 – Tele-Gram Långt Farväl (med Raj Montana Band)
- 2008 – Sånger från jorden till himmelen

### Samlingsalbum
- 1987 -  Collection (2-LP-set)
- 1997 – Hits! 1980-97 (med Raj Montana Band)
- 1998 – Svenska popfavoriter - 15 hits (med Raj Montana Band)
- 2000 – Spotlight

### Singlar, maxisinglar och remixar
- 1972 – "Tonårsänkan"
- 197* – "Vi behöver kärleken" / "Vi måste vara vänner"
- 1981 – "Fast Train's Running" / "For A loved One"
- 1981[3] – "Se dagen vakna" / "När änglarna dör"
- 1983 – "Ge Mej Liv" / "Vem är Vem"
- 1983 – "Jag Lever" / "Sista Föreställningen"
- 1983 – "Kristall" / "Belle De Jour"
- 1984 – "Svindlande Höjder" / "Till Prydnad"
- 1986 – "Camelot" / "Vem tröstar Lily"
- 1986 – "Con-Cordelia" / "You've lost that loving feeling"
- 1986 – "Fred Nu" / "Soldaterna"
- 1987 – "Framtiden" / "My Crime"
- 1988 – "Papa" / "Kung För Ett Gycklarhov"
- 1988 – "Du Är Vacker Johnny" / "Tysta Ljus"
- 1988 – "Speaking" (bonussingel till albumet Natt 1001)
- 1991 – "Om Du Vill Leka" / "En bra Man"
- 1991 – "Om Du Vill Leka" / "Förlorat Paradis"
- 1991 – "När Blommorna Föll" / "Stenarna Fick liv"
- 1992 – "Långt Härifrån" (radiosingel, promo)
- 1997 – "Pandoras Ask"/ "Jag Lever"
- 1997 – "Änglarna Ropar I Mörkret"
- 2006 – "Oh Mamma"
- 2006 – "Kär I Kärlek"
- 2006 – "När Helvetet Blir Kallt"
- 2009 – "So Long Min Kära"
- 2009 – "Tids-sången"

### Medverkan på samlingsalbum (urval)
- 1985 – ANC-galan - Svensk rock mot apartheid
- Heta Skivan
- Svenska Flickor
- 2008 – Songs For Tibet

### Medverkan på andra artisters/gruppers album (urval)
- 1988 – Morgon i Georgia (Maritza Horn)
- 1990 – Liv & Lust (Tina Moe)
- 1999 – Sorry (Patrick El-Hag)
- 2003 – De Två Systrarna (Rå)
- 2003 – Autograph (Svante Karlsson)
- 2006 – I Walk My Own Way (Anders Karlstedt)

## Bandkonstellationer (urval)
Band, utöver solokarriären, Bäckman varit medlem och/eller delaktig i på ett eller annat sätt:
- Py Grandmother
- NQB
- Py Gang
- Raj Montana Band
- Nordman
- Rå